# برج أبو الليف
برج أبو الليف أو قلعة أبو الليف أو بُري أبو الليف هو برج بحري عسكري يقع في خليج تاروت جنوب الخليج العربي. بناه البرتغاليون في القرن السادس عشر الميلادي.

## التسمية
«اللّيف» جمع «ليفة» وهي النسيج المحيط بقاعدة سعف النخلة. وكان الليف خامةً تُصنع منها الحبال، أو للتنظيف. وقد تُستخدم وقوداً في إشعال المواقد البدائية. وهناك عدة ترجيحات التي تربط هذه التسمية إلا أن أغلبها غير مُؤكَّد.

## البناء والتصميم
برج أبو الليف هو برج عسكري مخروطي الشكل مبني من الحجارة البحرية «الفروش» ومكسو بطبقة من الجص «الجبس» والنورة «الكلس». يُصنَّف البرج معمارياً على أنهُ علامة أرضية مميزة (بالإنجليزية: Landmark)‏، نظراً لما يتمتع به من شهرة تاريخية كبيرة بين الأهالي في موقعه من الخليج.

## الموقع
يقع برج أبو الليف جنوب خور ملك من ضمن القوس البحري، الذي يمتدّ من الدمام حتى رأس تنّورة والذي يُعرَف أيضاً بخليج تاروت. وهو يتلاقى مع خور سيهات جنوباً، وخور دارين شرقاً. مياه الخور الذي يقع فيه البرج مياه ضحلة. إذ أنه بالإمكان الوصول للبرج على الأقدام في حال الجزر ويصعب على القوارب العبور في بعض ممراته. يبعد عن دارين 3 كم من الجهة الغربية. تُسمَّى مياه الجزر محلياً بـ«ثبر» وعكسها «سقي» أي «المد».

## التاريخ
في القرن السادس عشر الميلادي بنى البرتغاليون برج أبو الليف من ضمن 4 أبراج على قواعد صخرية بحرية صلبة. منذ ذلك الحين، تعرض البرج إلى عدة عمليات ترميم في أوقات متفرقة. استخدم برج أبو الليف من بعدئذ للمراقبة والحراسة، إضافةً إلى كونه قاعدةً دفاعية ضد السفن الحربية الغازية للمنطقة. كما استخدم لمراقبة السفن والتفتيش عليها.

## نهاية البرج وتدميره
في 13 يناير عام 1866م، وجه إنذاراً مدته 17 يوماً إلى الأمير في الرياض من مُمثِّلِهِ في القطيف إثْرَ شروع السفينة البريطانية هاي فلاير بقيادة الكابتن باسلي، العمل في القطيف والدمام. في 30 يناير، وبعد مقابلة في خليج الفينستون، مع الرائد لويس بيلي المقيم السياسي، عاد كابتن باسلي، مرةً أخرى بالسفينة هاي فلاير إلى القطيف، إذ تأكد من عدم وصول ردٍ على الإنذار، وعلى هذا فقد دخلت السفن البريطانية بقيادة الملازم فليوز -والتي كان من بينها سفينة هايفلاير- ميناء القطيف يوم 2 فبراير، ودمَّرت الحصن الصغير برج أبو الليف، كما دمَّرت سفينةً محلية بأمر من القبطان باسي. بقي البرج قائما فترةً وجيزةً حتى تهدم تماماً وغاص في البحر.
كان ذلك جزءاً من مناوشة عسكرية عرَضية بين الدولة السعودية الثانية وبين قواتٍ بريطانية في الخليج العربي. المُناوشة لم تكن مقصودة، بل بدأت مرتجَلة من حرّاس برج أمني في البحر أطلقوا قذيفة ضدّ حامية بريطانية، ليأتي الردّ فوريّاً ويدمّر البرج. الوثيقة التيي تؤرخ ذلك محفوظة في الأرشيف البريطاني، ومُحرّرة في غرة ربيع الأول عام 1271هـ، (نوفمبر 1854). وهي رسالة وجّهها أمير القطيف إلى قائد السفينة الإنجليزية لحّل مشكلة مناوشة غير مقصودة حدثت بين حُراس برج «أبا الليف» وبين السفينة. أمير القطيف وقتئذ كان محمد بن علي العجاجي، وكان ممثّلاً للدولة السعودية الثانية في عهد الإمام فيصل بن تركي الذي تولّى الحكم على فترتين، الأولى بين عامي 1250 و1254، والثانية بين عامي 1259 و1282هـ.
كان حكم أمير القطيف، في تلك الفترة، يمتدّ على طول الساحل. وفي ليلة المناوشة -وفقاً للوثيقةـ كان العجاجي في مهمة عمل بالدمام. وبقياس ذلك الزمن؛ كان الانتقال من القطيف إلى الدمام يتطلّب يوماً كاملاً تقريباً. ولذلك؛ فإن ما يحدث في أيّ منهما قد تتأخّر معرفته إلى اليوم التالي. وحين اشتبه حُراس «برج أبا الليف» في السفينة الإنجليزية بادروا بإطلاق قذيفة مدفعية تجاهها، دون الرجوع إلى الأمير.

يقول العجاجي مخاطباً رابنسن معبّراً عن استيائه مما حدث:
«صاحبك قد كان في الدمام آخر تلك الليلة لبعض الواجب، فلما حصل الوصول للبلاد آخر نهار الحادثة بلغني أن أبا الليف قد ثار منه مدفع فدخلت عليَّ الإساءة من أجل ذلك جداً».
وبعد تسجيل الموقف كشف الأمير لقائد السفينة عن إجراءاته، بعد تحقيقه في الواقعة قائلاً:
«أرسلت إليه رجال أرى دَعْوَهْ ولم أقبل عنه عذراً، إذ كثرت منه الأعذار». ويوضحّ نتيجة التحقيق «عذره أنه غشيم لا يعلم ما قد تأكد… وقد جاهْ من العقوبة ما قد كفاه منا».

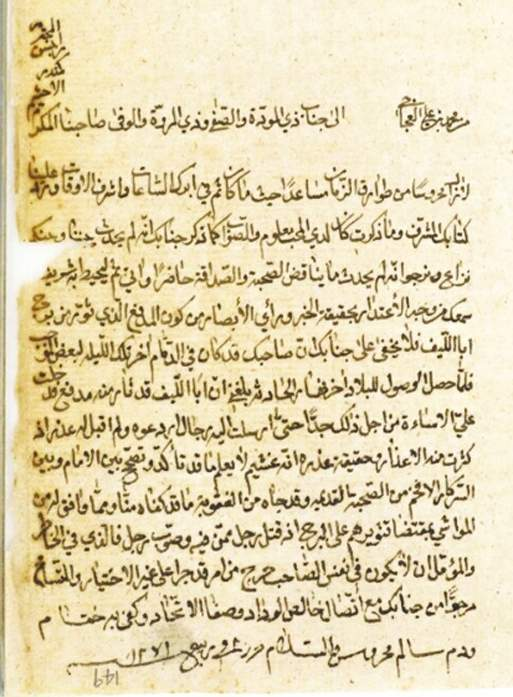
رسالة الأمير محمد العجاجي إلى كمندر ربنسن.

نجح الأمير العجاجي في احتواء ما حدث على نحو سريع، وتحجيم الخسائر، وتجنيب الناس مواجهة عسكرية غير متكافئة مع القوات البريطانية، التي كانت تتجوّل في مياه الخليج العربي بشكل لافت، خاصة أن أطماعها كانت مركّزة على حواضر الخليج العربي كله بعد إزاحة البرتغاليين والهولنديين منها، وفرض هيمنتها وحمايتها على بعض الحواضر. وكانت نص الرسالة هو الآتي:
بسم الله تعالى
من محمد بن علي العجاجي
إلى جناب ذي المودة والصفا وذي المروّة والوفا صاحبنا المكرم الأحشم كمندر رابنسن المحترم
ما زال محروساً من طوارق الزمان مساعداً حيث ما كان. ثم في أبرك الساعات وأشرف الأوقات ورد علينا كتابك المشرف، وما ذكرت كان لدى المحب معلوم، والصواب كما ذكر جنابك أنه لم يحدث بيننا وبينكم نزاع، ونرجو أنه لم يحدث ما يناقض الصحبة والصداقة حاضراً. وإني ثم ليحيط به شريف سمعك من وجه الاعتذار بحقيقة الخبر ورأي الأبصار من كون المدفع الذي ثار من برج «أبا الليف»؛ فلا يخفى على جنابك أن صاحبك قد كان في «الدمام» آخر تلك الليلة لبعض الواجب، فلما حصل الوصول للبلاد آخر نهار الحادثة بلغني أن «أبا الليف» قد ثار منه مدفع، فدخلت عليَّ الإساءة من أجل ذلك جداً، حتى أرسلت إليه رجال أرى دعوه ولم أقبل عنه عذراً، إذ كثرت منه الأعذار.
وحقيقة عذره أنه غشيم لا يعلم ما قد تأكد وتصحح بين السركال الأفخم من الصحبة القديمة، وقد جاهْ من العقوبة ما قد كفاه منا، ومما وافق له من المواشي بمقتضى تثويرهم على البرج أنه قتل رجلْ ممن فيه وصوّب رجلْ.

## القصص المحلية والأساطير
كان سكان الساحل المحليون يتناقلون عديداً من الروايات والأساطير حول برج أبو الليف. فحسب قولهم، إنه كان جزءاً من نسيج مدينة قديمة محصنة تسمى «الرباط» دُمِّرت بعد أن دكتها مدافع برتغالية، فهجرها سكانها ودرست معالمها، ولم يبقَ اليوم من تلك المدينة المزعومة إلا أساسات البرج الحجري الذي تغمره مياه البحر أثناء المد.
كان البرج جزءاً من المنظومة الأمنية، وجزءاً من العلامات الأرضية، التي كان البحّارة يحدّدون بها المواقع المتاخمة، ومن أهم تلك العلامات قلعة صفوى وقلعة القطيف وقلعة دارين وقلعة عنك وقلعة سيهات وقلعة الدمام.

## معرض صور

صورة لقاعدة برج أبو الليف عند المد.
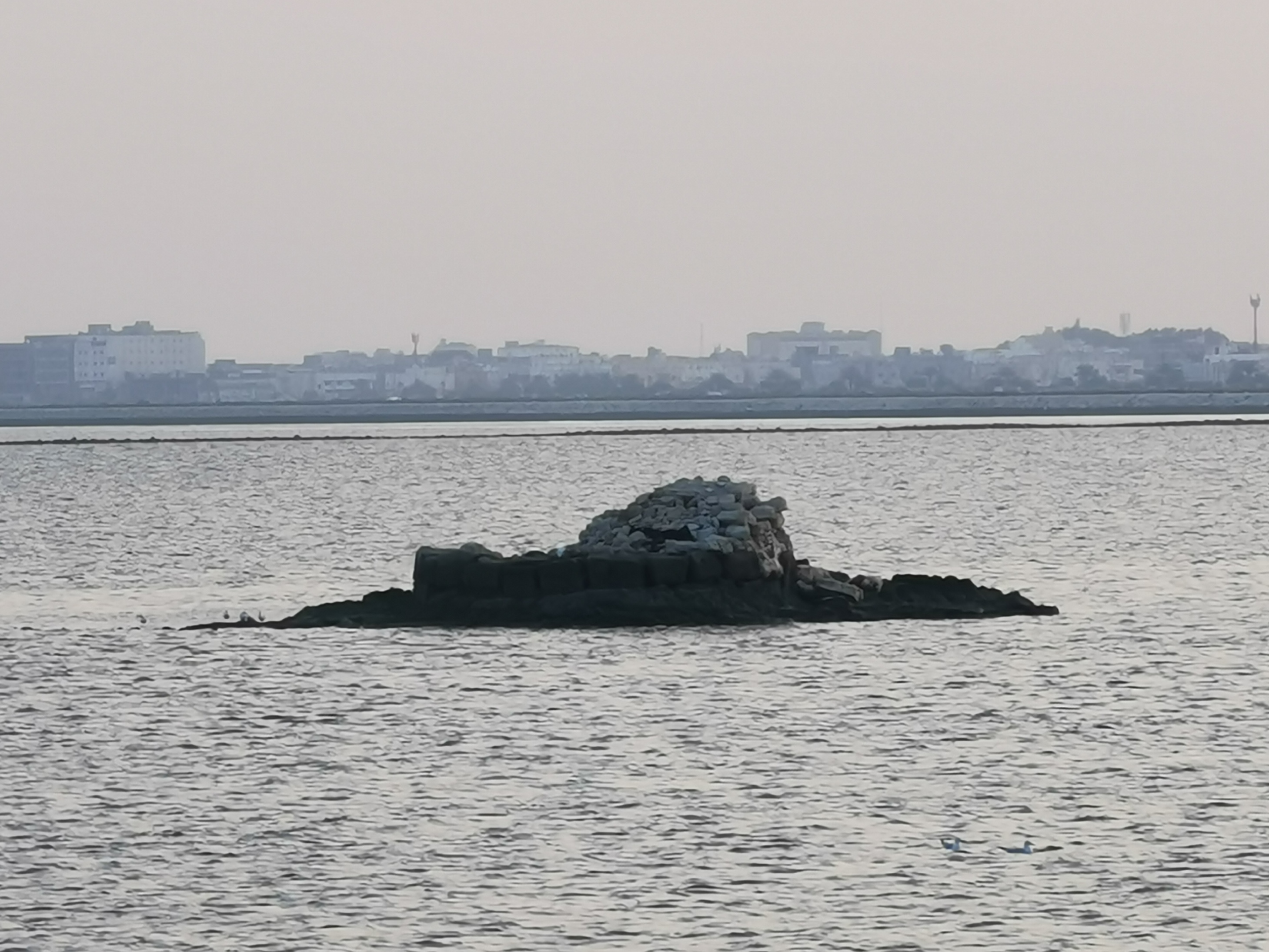
بقايا البرج كما تبدو في الوقت الراهن